# Agrotis laysanensis
Agrotis laysanensis is een uitgestorven vlinder uit de familie van de uilen (Noctuidae). De wetenschappelijke naam van de soort is gepubliceerd in 1894 door Rothschild.
De laatste waarneming van deze soort stamt uit 1911; hij wordt sinds 1984 als uitgestorven beschouwd. De soort kwam alleen voor op het Hawaïaanse eiland Laysan.

## Kenmerken
De spanwijdte van de vlinders was 42 millimeter bij vrouwtjes en 36 millimeter bij mannetjes. De vrouwtjes waren meestal donkerder gekleurd dan de mannetjes. De kop en de patagia (gepaarde structuur op het pronotum die de basis van de voorvleugels bedekt) waren bosbruin, het borststuk meer grijs en het achterlijf witachtig leerachtig. De bovenkant van de voorvleugels was crèmekleurig met zwartbruine of grijze vlekken. De wortelvlek was witachtig. Op de costale ader, aan de binnenrand en tussen de twee randen was een onregelmatige rij van drie min of meer gebogen markeringen zichtbaar. Het midden van de vleugel vertoonde een onregelmatige zwarte langwerpige schijfvormige vlek, die naar de vleugeladeren toe werd begrensd door een zwarte haarlijn, die bij de celuiteinden diep naar binnen gebogen was. Bij sommige exemplaren strekte de vlek zich uit tot de vleugelbasis. De buitenste dwarsstreep was zwart. Deze liep schuin, was gekarteld en omrand met grijswit. De nauwelijks gebogen, witachtig geaderde, distaal iets donkerder gerande golvende lijn was licht naar binnen gebogen op de kruispunten met de vleugeladeren. Het gedeelte van het randveld tussen de buitenste dwarslijn en de randlijn was iets donkerder dan de buitenrand. De achtervleugels waren licht houtbruin en hadden een witachtige leerachtige buitenrand. De onderkant van de voorvleugels was witachtig crèmekleurig leerachtig. Een vage band liep over beide vleugels onder het midden.

## Geografische verspreiding, habitat en levenswijze.
De soort kwam alleen voor op het eiland Laysan (noordwestelijke Hawaïaanse eilanden, Verenigde Staten). Het eiland heeft een subtropisch klimaat. Vlinders en rupsen waren waarschijnlijk het belangrijkste voedsel voor de eveneens uitgestorven vogel Acrocephalus familiaris familiaris.

## Uitsterven
In 1903 lieten guano-verzamelaars wilde konijnen los op Laysan. Deze vernietigden binnen een paar jaar een groot deel van de vegetatie. Het verlies van de waardplant en voedselplanten bezegelde het uitsterven van deze vlindersoort. De laatste vermelding van de soort dateert uit 1911. In 1986 werd Agrotis laysanensis opgenomen in de Rode Lijst van de IUCN en in 1989 in de lijst van uitgestorven insecten van de United States Fish and Wildlife Service.